# Liste der Bürgermeister des Distrikts Miraflores (Lima)

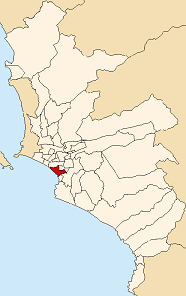
Lage des Distrikts Miraflores innerhalb der Provinz Lima

Diese Liste der Bürgermeister des Distrikts Miraflores führt die Bürgermeister (alcaldes distritales) des Distrikts Miraflores auf. Miraflores ist einer der 43 Stadtdistrikte der Provinz Lima in Peru und ist am 2. Januar 1857 zu einem Distrikt ernannt worden.
Bis 1963 wurden die Bürgermeister von Miraflores durch die Regionalregierung ernannt. Erst seit 1963 werden die Bürgermeister in ganz Peru in freier und geheimer Wahl gewählt. Einzige Ausnahme ist die Zeit zwischen 1970 und 1980, in der nach einem Putsch die Militärregierung die Bürgermeister des Landes ernannte. 

## Liste der Bürgermeister

### Bis 1963
Die Namen der Bürgermeister von Miraflores vor 1881 sind größtenteils verschollen, nachdem 1881 infolge des Salpeterkrieges zwischen Peru, Bolivien und Chile die Stadtarchive von Miraflores in Brand gesetzt wurden. Noch im selben Jahr fiel die peruanische Hauptstadt Lima und auch das benachbarte Miraflores wurde von Chile besetzt. Während der Okkupation von Lima war der Bürgermeisterposten vakant. Bis 1963 wurden die Bürgermeister von Miraflores durch die Regionalregierung ernannt.
| Bürgermeister                        | Amtszeit  |
| ------------------------------------ | --------- |
| Namen unbekannt                      |           |
| Francisco de la Cruz Marmolefo       | um 1866   |
| Namen unbekannt                      |           |
| Guillermo Scheel                     | 1881      |
| Tomás Carbajal                       | 1881      |
| Besetzung von Miraflores durch Chile |           |
| Pedro F. Denegri                     | 1884–1886 |
| Enrique F. Revett                    | 1886–1889 |
| Carlos Sotomayor                     | 1889      |
| Javier Conroy                        | 1889–1890 |
| José A. Larco                        | 1891–1893 |
| Eleodoro Romero                      | 1893–1895 |
| Javier Conroy                        | 1895–1897 |
| Augusto Angulo                       | 1897–1903 |
| Enrique F. Revett                    | 1903–1908 |
| Leonidas Cáceres Menacho             | 1908–1909 |
| Belisario Suárez                     | 1910      |
| Juan A. Figari                       | 1910–1912 |
| Francisco Tudela y Varela            | 1912–1913 |
| Luis Gonzáles del Riego              | 1913      |
| Francisco Tudela y Varela            | 1913–1915 |
| Genaro Castro Iglesias               | 1915–1917 |
| Jorge A. Bucley                      | 1918      |
| Luis Gonzáles del Riego              | 1918–1919 |
| Alfredo Álvarez Calderón             | 1919–1920 |
| Nicolás Salazar Orfila               | 1920–1922 |
| Luis Arias Schreiber                 | 1922–1924 |
| Sebastián Salinas Cossío             | 1924–1925 |
| Manuel B. Sayán Palacios             | 1925–1927 |
| Alejandro J. Figari                  | 1927      |
| Guillermo Correa Elías               | 1927–1929 |
| Luis Gallo Porras                    | 1930–1933 |
| Eduardo Villena Rey                  | 1934–1937 |
| Emilio Fort                          | 1937–1938 |
| Eduardo Villena Rey                  | 1938–1939 |
| Daniel Ruzo                          | 1940–1942 |
| Carlos Alzamora Elster               | 1942–1944 |
| Guillermo Ureta del Solar            | 1945–1946 |
| Alicia Cox de Larco                  | 1946–1947 |
| Julio César Gonzáles La Hoz          | 1948–1949 |
| Emilio Hart Terré                    | 1950–1951 |
| Ivan H. Blume                        | 1952–1955 |
| Augusto Leguía Ross                  | 1956      |
| Ernesto Araujo Álvarez Reyna         | 1956–1957 |
| Juan Bautista Isola                  | 1957      |
| Carlos Alzamora Traverso             | 1957–1959 |
| Emilio Rodríguez Larraín             | 1959–1963 |

### Von 1964 bis 1969
Seit den ersten peruanischen Kommunalwahlen 1963 werden die Bürgermeister in ganz Peru in freier und geheimer Wahl vom Volk gewählt. Von 1964 bis 1969 waren alle Bürgermeister für drei Jahre gewählt. Der Amtseintritt eines gewählten Bürgermeisters war am 1. Januar im auf die Wahl folgenden Jahr.
| Wahl (Nr.) | Bürgermeister           | Partei | Amtszeit  |
| ---------- | ----------------------- | ------ | --------- |
| 1          | Mario Cabrejos Quiñonez | AP-DC  | 1964–1966 |
| 2          | Juan José Vega          | AP-DC  | 1967      |
| 2          | Rafael Sánchez Aizcorbe | AP-DC  | 1967–1969 |

### Von 1970 bis 1980
Nach einem Putsch im Oktober 1968 wurde Peru von einer Militärregierung regiert. Während dieser Zeit wurden die Bürgermeister des Landes vom Militär ernannt und nicht mehr gewählt.
| Bürgermeister                | Amtszeit  |
| ---------------------------- | --------- |
| Ernesto Aramburú Menchaca    | 1970–1976 |
| Santos Hinostroza            | 1976      |
| Carlos Arca Betancourt       | 1976–1977 |
| Guillermo Schwarztman        | 1977–1978 |
| César de Cárdenas Rovaretto  | 1978–1979 |
| Carlos Drago Garibaldi       | 1979      |
| Julio Balbuena Camino        | 1979      |
| Guillermo López Mavila       | 1979–1980 |
| Carlos Cobilich Portocarrero | 1980      |
| Luis Dorich Torres           | 1980      |

### Seit 1981
Nachdem 1980 der Präsident des Landes wieder frei gewählt worden war, fanden auch wieder die Kommunalwahlen statt. Wie vor dem Putsch waren die Bürgermeister für drei Jahre gewählt und der Amtseintritt am 1. Januar des auf die Wahl folgenden Jahres. Seit den Kommunalwahlen 1998 sind die Bürgermeister von Miraflores für vier Jahre gewählt.
| Wahl (Nr.) | Bürgermeister                      | Partei                    | Amtszeit  |
| ---------- | ---------------------------------- | ------------------------- | --------- |
| 3          | Jorge Rodríguez Larraín Pendergast | Partido Popular Cristiano | 1981–1983 |
| 4          | Luis Bedoya de Vivanco             | Partido Popular Cristiano | 1984–1986 |
| 5          | Luis Bedoya de Vivanco             | Partido Popular Cristiano | 1987–1989 |
| 6          | Alberto Andrade                    | Frente Democrático        | 1990–1992 |
| 7          | Alberto Andrade                    | Partido Popular Cristiano | 1993–1995 |
| 8          | Fernando Andrade                   | Somos Lima                | 1996–1998 |
| 9          | Luis Bedoya de Vivanco             | Lucho en Miraflores       | 1999–2001 |
| 9          | Germán Alberto Krüger Espantoso    | Lucho en Miraflores       | 2001–2002 |
| 10         | Fernando Andrade                   | Somos Perú                | 2003–2006 |
| 11         | Manuel Alejandro Masías Oyanguren  | Unidad Nacional           | 2007–2010 |
| 12         | Jorge Muñoz Wells                  | Somos Perú                | 2011–2014 |
| 13         | Jorge Muñoz Wells                  | Somos Perú                | 2015–2018 |
| 14         | Luis Alfonso Molina Arles          | Solidaridad Nacional      | 2019–2022 |
| 15         | Carlos Canales                     | Renovación Popular        | 2023–2026 |